# Paralisia por análise

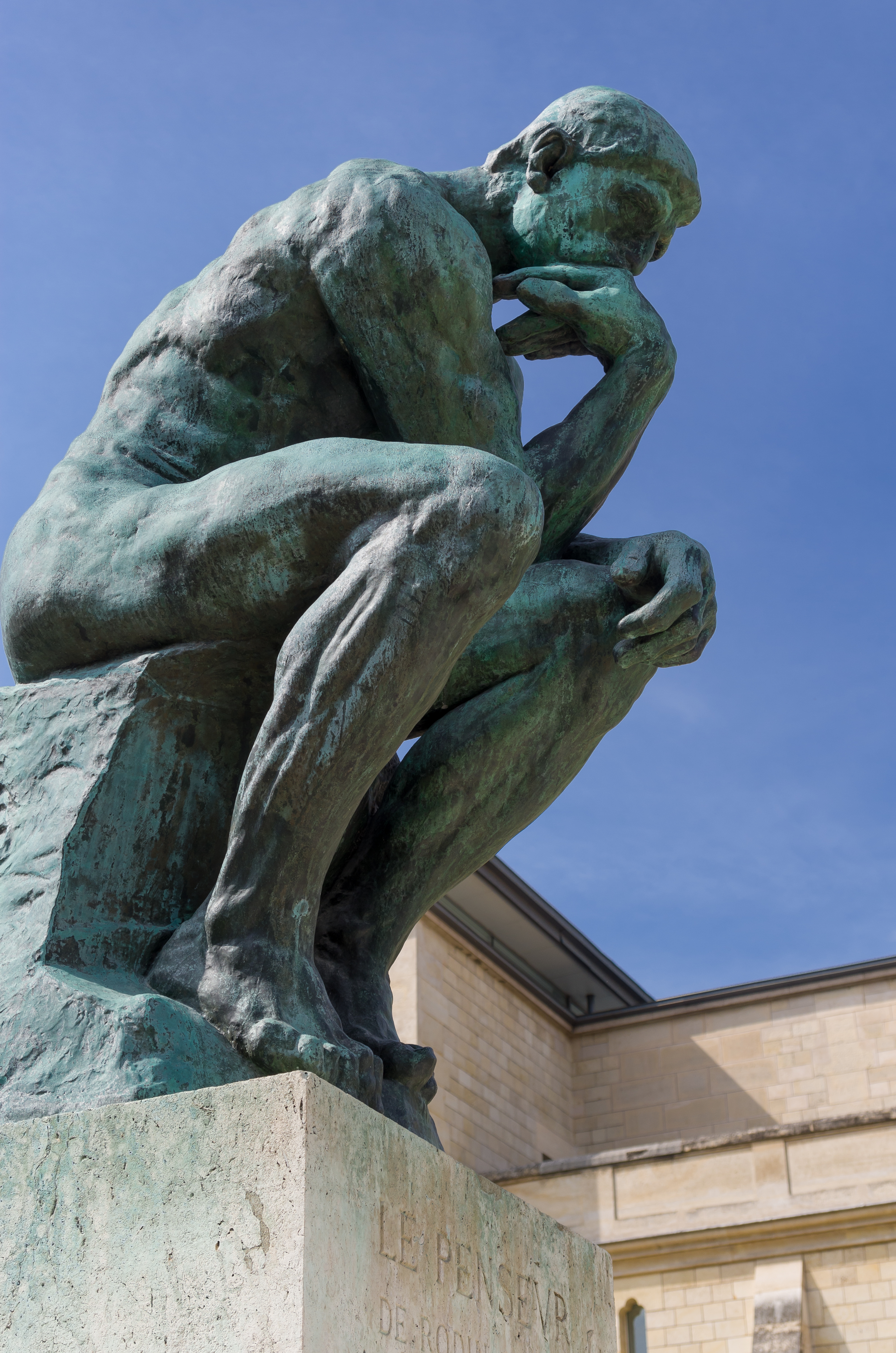
O Pensador

Paralisia por análise (também paralisia de análise ou da análise) descreve um processo individual ou em grupo onde analisar demais ou pensar demais em uma situação pode fazer com que o movimento ou a tomada de decisão da situação se torne "paralisada", o que significa que nenhuma solução ou curso de ação é decidido dentro de um período de tempo natural. Uma situação pode ser considerada muito complicada e uma decisão nunca é tomada, ou tomada muito tarde, devido à ansiedade de que um problema potencialmente maior possa surgir. Uma pessoa pode desejar uma solução perfeita, mas pode temer tomar uma decisão que possa resultar em erro, enquanto já está a caminho de uma solução melhor. Da mesma forma, uma pessoa pode sustentar que uma solução superior está a um curto passo de distância, e estagnar em sua busca sem fim, sem conceito de rendimentos decrescentes. No extremo oposto do espectro de tempo está a frase extinto por instinto, que é tomar uma decisão fatal com base em um julgamento precipitado ou em uma reação instintiva.
A paralisia por análise ocorre quando o medo de cometer um erro ou renunciar a uma solução superior supera a expectativa realista ou o valor potencial de sucesso em uma decisão tomada em tempo hábil. Esse desequilíbrio resulta em tomadas de decisão suprimidas em um esforço inconsciente para preservar as opções existentes. Uma sobrecarga de opções pode sobrecarregar a situação e causar essa "paralisia", impossibilitando que se chegue a uma conclusão. Pode se tornar um problema maior em situações críticas em que uma decisão precisa ser tomada, mas uma pessoa não é capaz de fornecer uma resposta rápida o suficiente, potencialmente causando um problema maior do que teria se tivesse tomado uma decisão.

## História
A ideia básica foi expressa através da narrativa várias vezes. Em uma "fábula de Esopo", que é registrada antes mesmo da época de Esopo, A Raposa e o Gato, a raposa se gaba de "centenas de maneiras de escapar", enquanto o gato tem "apenas uma". Quando eles ouvem os cães se aproximando, o gato sobe em uma árvore enquanto "a raposa em sua confusão é pega pelos cães". A fábula termina com a moral: "Melhor um caminho seguro do que cem com os quais você não pode contar". Conceitos relacionados são expressos pelo dilema da centopeia, como a atividade inconsciente é interrompida pelo pensamento consciente dela, e pelo conto do Asno de Buridan, um paradoxo de tomada de decisão racional com opções iguais.
Em Hamlet de Shakespeare, o personagem principal, o príncipe Hamlet, é frequentemente dito ter uma falha mortal de pensar demais, de tal forma que sua juventude e energia vital são "enjoadas com o pálido elenco de pensamento". Neema Parvini explora algumas das principais decisões de Hamlet no capítulo "'And Reason Panders Will': Another Look at Hamlet's Analysis Paralysis".
Voltaire popularizou um antigo provérbio italiano em francês na década de 1770, do qual uma variante inglesa é: "perfect is the enemy of good" (o perfeito é o inimigo do bom; com variações substituindo "perfeito" por "ótimo"). O significado de "o perfeito é inimigo do bom" é que alguém pode nunca completar uma tarefa se decidir não parar até que esteja perfeita: completar bem o projeto é impossível ao se esforçar para completá-lo perfeitamente.
"Análise, parálise" (em inglês: analysis, paralysis) apareceu junto em um dicionário de pronúncia em inglês de 1803 e em edições posteriores, informando como essas palavras são pronunciadas de maneira semelhante. O uso de palavras rimadas pode tornar os aforismos mais verdadeiros e mais memoráveis pelo uso do "efeito rima como razão" e ode mnemônicos.
Em 1928, na Convenção Geral da Igreja Episcopal, o Reverendo C. Leslie Glenn, Secretário Nacional de Trabalho Universitário, falou que o mundo colegiado religioso corria o risco de "paralisia por análise" por ser muito especulativo em vez de definitivo, precisando de trabalho real em vez de de investigações.
Durante a Segunda Guerra Mundial, Winston Churchill, depois de ouvir que os projetistas das lanchas de desembarque estavam gastando a maior parte de seu tempo discutindo sobre mudanças no projeto, enviou esta mensagem: "A máxima 'Nada mais vale do que a perfeição' pode ser escrita de forma mais curta: 'Paralisia'".
Em 1956, Charles R. Schwartz escreveu o artigo "The Return-on-Investment Concept as a Tool for Decision Making" em Changing Patterns And Concepts In Management, afirmando: "Faremos menos suposições; evitaremos o perigo de extinção por instinto; e, pela adoção de um guia de avaliação uniforme, escapar de sucumbir à paralisia pela análise."
Em 1965, H. Igor Ansoff escreveu o livro Corporate Strategy: An Analytic Approach to Business Policy for Growth and Expansion. Ele usou a frase "paralisia por análise" em referência àqueles que usaram a abordagem em excesso. Ansoff havia referenciado o artigo de Schwartz em alguns de seus artigos.
Em um artigo publicado em 1970, baseado em um discurso em 1969 e outros trabalhos, Silver e Hecker escreveram:
O grupo Duke usou o termo "análise-parálise" para salientar que, se esperarmos até termos respondido completamente a todas as perguntas e resolvido todos os problemas antes de treinar o pessoal de que precisamos, nunca chegaremos a uma solução. As insistentes exigências de estudo e avaliação extensiva sugeridas por alguns podem ser apenas uma defesa daqueles que não desejam mudar ou daqueles que temem mudanças.
O Oxford English Dictionary diz que os primeiros usos de "paralisia por análise" (analysis paralysis) encontrados no The Times foram na década de 1970.

## Desenvolvimento de software
No desenvolvimento de software, a paralisia por análise normalmente se manifesta por meio do modelo em cascata com fases extremamente longas de planejamento de projeto, elicitação de requisitos, projeto de software e modelagem de dados, o que pode criar pouco ou nenhum valor extra por essas etapas e arriscar muitas revisões. Quando estendidos por um período de tempo muito longo, tais processos tendem a enfatizar o aspecto organizacional (ou seja, burocrático) do projeto de software, ao mesmo tempo em que diminuem sua porção (criadora de valor) funcional.
A paralisia por análise pode ocorrer quando há falta de experiência por parte dos trabalhadores, como analistas de sistemas, gerentes de projeto ou desenvolvedores de software, e pode ser devido a uma cultura organizacional rígida e formal. No entanto, de acordo com Ram Charan, a indecisão nos negócios geralmente é o resultado de um número insuficiente de pessoas agindo ou falando sobre as ineficiências da empresa. A paralisia por análise também pode surgir de uma vasta experiência ou especialização, que serve para aumentar o número de opções e considerações que aparecem em cada ponto de decisão.
A paralisia por análise é um exemplo de antipadrão. As metodologias de desenvolvimento ágil de software buscam explicitamente evitar a paralisia por análise, promovendo um ciclo de trabalho iterativo que enfatiza o trabalho dos produtos sobre as especificações do produto, mas exige a adesão de toda a equipe do projeto. Em alguns casos, o desenvolvimento ágil de software acaba criando confusão adicional no projeto no caso em que os planos iterativos são feitos sem a intenção de que a equipe o siga.

## Esportes
A paralisia por análise é um problema crítico no atletismo. Pode ser explicado em termos simples como "falha em reagir em resposta ao pensamento excessivo". Uma vítima da paralisia por análise esportiva frequentemente pensará em termos complicados de "o que fazer a seguir" enquanto contempla a variedade de possibilidades e, ao fazê-lo, esgota o tempo disponível para agir.

## Jogos
Os jogos fornecem um microcosmo para a tomada de decisões onde pode haver adversários, informações ocultas ou ausentes, eventos aleatórios, opções complexas e consequências. Nesse contexto, a paralisia por análise denota um estado em que um jogador está tão sobrecarregado pelos movimentos disponíveis e suas implicações que o turno do jogador leva um tempo excessivo. Isso pode ser agravado em uma posição perdedora, onde o jogador está procurando exaustivamente por uma vitória enrolando propositalmente para evitar perder oficialmente o jogo. A conotação é muitas vezes pejorativa, implicando que a lentidão do jogo diminuiu o prazer de outros jogadores. Alguns jogos adicionam explicitamente prazos de tempo (por exemplo, com um relógio de xadrez). No xadrez, essa desaceleração do jogo é chamada de Síndrome de Kotov e, em partidas de xadrez cronometradas, pode resultar em zeitnots. Um bom design de jogo pode reduzir a probabilidade de paralisia por análise na jogabilidade. O próprio design do jogo também pode ser suscetível à paralisia por análise.

## Adágios
- "Melhor um caminho seguro do que cem com os quais você não pode contar." — A Raposa e o Gato de Esopo
- "O perfeito é inimigo do bom." — Voltaire
- "A melhor coisa é fazer a coisa certa; a próxima melhor é fazer a coisa errada; a pior coisa de todas as coisas é ficar perfeitamente parado." - Alfred Henry Lewis (sobre Theodore Roosevelt e política)
- "A máxima 'Nada mais vale do que a perfeição' pode ser escrita de forma mais curta: 'Paralisia'." — Winston Churchill
- "Dê-lhes o terceiro melhor para continuarem; o segundo melhor vem tarde demais, o melhor nunca vem"— Robert Watson-Watt
- "Melhor uma boa decisão rápida do que a melhor decisão tarde demais." — Harold Geneen